# Jovana Popović
Jovana Popović (ur. 13 marca 1990 w Belgradzie) – serbska koszykarka grająca na pozycjach rozgrywającej lub rzucającej, obecnie zawodniczka Enei AZS Politechniki Poznań.
W maju 2019 została zawodniczką Pszczółki Polski-Cukier AZS-UMCS Lublin.
26 sierpnia 2020 dołączyła do Enei AZS Poznań.

## Osiągnięcia
Stan na 15 listopada 2021, na podstawie, o ile nie zaznaczono inaczej.
Drużynowe
- Mistrzyni:
  - ligi adriatyckiej (2016)
  - Czarnogóry (2015, 2016)
- Brąz ligi adriatyckiej (2015)
- Zdobywczyni pucharu Czarnogóry (2015, 2016)
- Finalistka pucharu Serbii (2008, 2014)[5]
- 4. miejsce w Lidze Adriatyckiej (2013)
- Uczestniczka rozgrywek:
  - Euroligi (2016/2017)
  - Eurocup (2008/2009, 2016–2018)

Indywidualne
(* – nagrody przyznane przez portal eurobasketcom)
- MVP:
  - ligi czarnogórskiej (2015, 2016)
  - kolejki EBLK (16 – 2020/2021)[6]
- Najlepsza:
  - zawodniczka występująca na pozycji obronnej ligi adriatyckiej (2015)
  - rzucająca ligi serbskiej (2013, 2014)
- Zaliczona do:
  - I składu ligi:
    - adriatyckiej (2015, 2016)
    - serbskiej (2013, 2014)
    - najlepszych nowo przybyłych zawodniczek ligi serbskiej (2008)*[5]

  - II składu ligi:
    - adriatyckiej (2013)
    - serbskiej (2011)
- Liderka Ligi Adriatyckiej w asystach (2015)

Reprezentacja
- Mistrzyni Europy U–18 (2007)
- Wicemistrzyni igrzysk śródziemnomorskich (2009)
- Uczestniczka mistrzostw Europy:
  - U–20 (2009 – 7. miejsce, 2010 – 8. miejsce)
  - U–18 (2007, 2008 – 6. miejsce)
  - U–16 (2006 – 4. miejsce)